# 魚眼レンズ

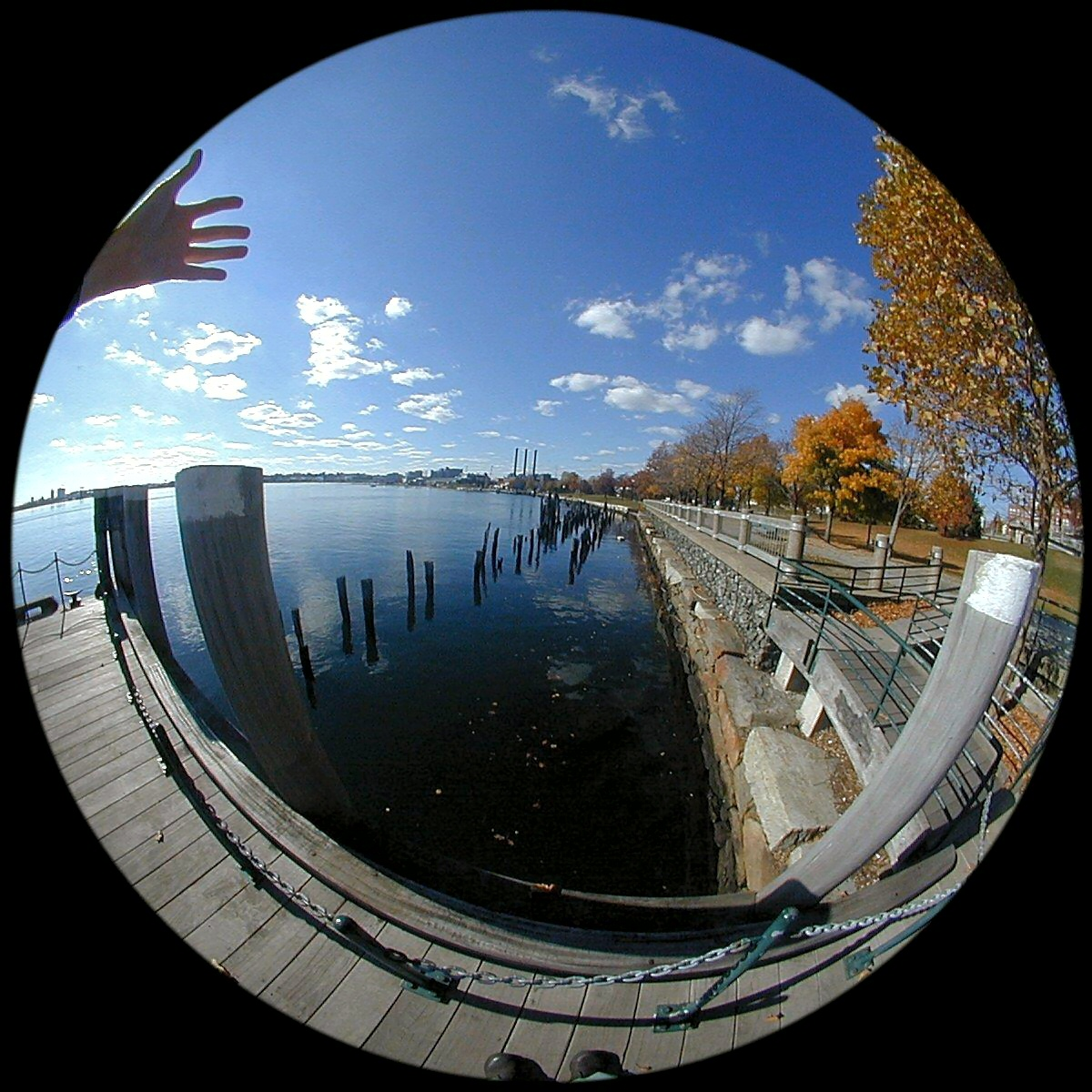
円周魚眼レンズによって得られた画像

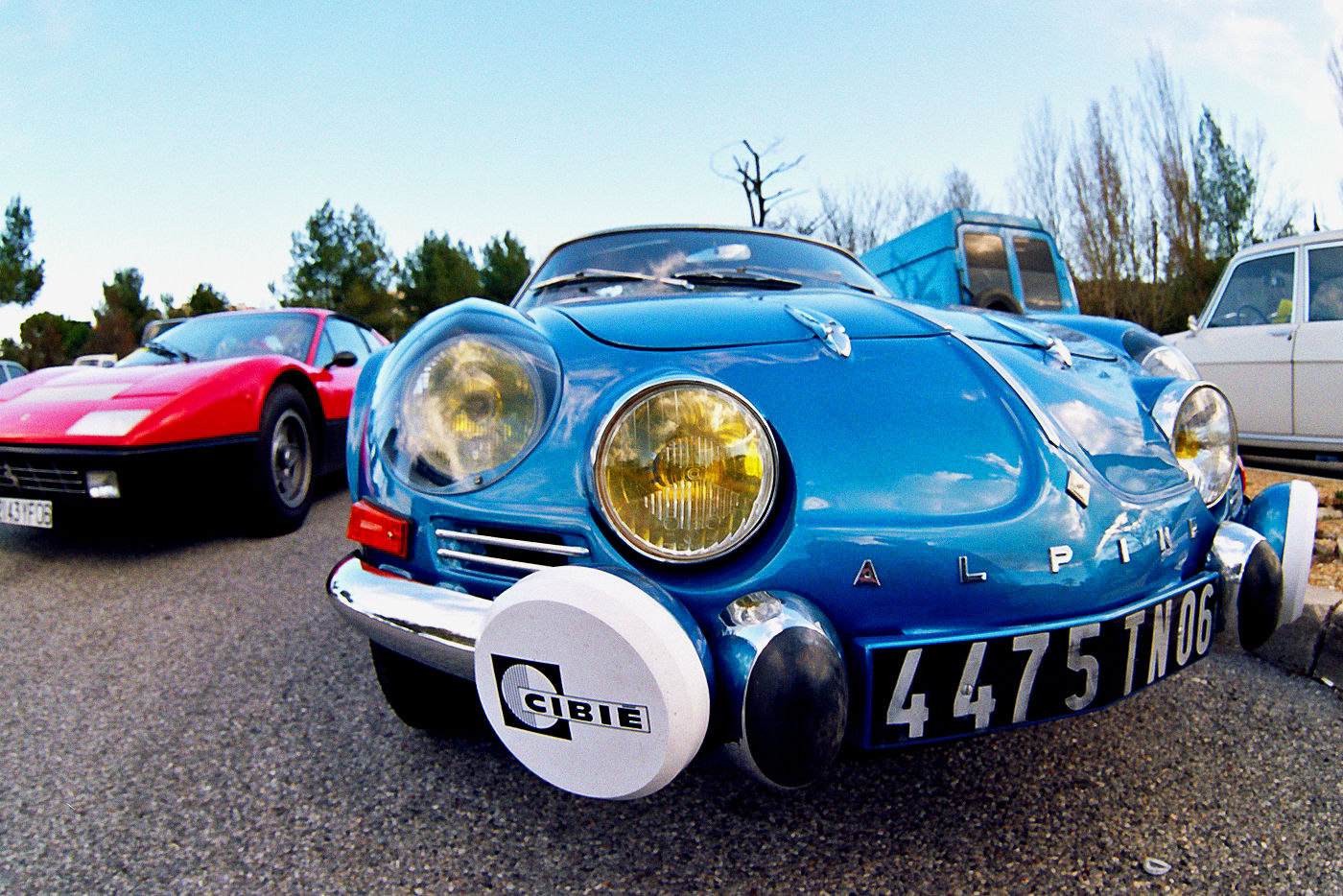
対角線魚眼レンズによって得られた画像

魚眼レンズ（ぎょがんレンズ）またはフィッシュアイレンズ（英語: fisheye lens）とは、カメラなどに使用する写真レンズで、中心射影方式でない射影方式を採用しているものを指す。
魚眼レンズは、超広角レンズ以上に広い範囲を写すのに用いられる。
通常の写真レンズは被写体を極力歪まさずに描写することを目指しているが、魚眼レンズに関しては歪ませて広い範囲を描写する。そのため被写体にある直線のほとんどは曲線として描かれる。
魚眼という名称の由来は、魚類の視点である水面下から水面上を見上げた場合、水の屈折率の関係で水上の風景が円形に見えることから来ている。

## 射影方式
日本国内で市販されているほとんどの魚眼レンズは、画像上の面積が立体角に比例する等立体角射影方式（Equisolid Angle Projection ）を採用している。画面中央部が大きく写り、周辺が圧縮されるため、雲や星座の形は歪むが、雲量測定に用いられる。
海外製の魚眼レンズでは、画像の中心からの距離と角度が比例する等距離射影方式（equidistance projection）を採用しているものもある。画像中央部のスケールは小さくなるが、周辺の圧縮効果が少なく、星の天頂角・方位角を測定することができる。
特殊なものとして、日本光学工業（現ニコン）のOPフィッシュアイニッコール10mmF5.6（1968年発売）は、正射影方式（Orthographic Projection ）を採用していた。同じ輝度を持った被写体が画面のどこにあっても一様な濃度で写るため、日照研究や天空輝度分布測定に使用できる。等距離射影方式より画面中心の被写体が大きく写る。
魚眼レンズを「歪曲収差を故意に残したレンズ」と説明することも多いがそれは間違いであり、収差ではなく射影方式の違いに基づくものと理解すべきである:186。歪曲収差は意図した射影方式との差を指す相対的なものである。

## 全周魚眼と対角線魚眼

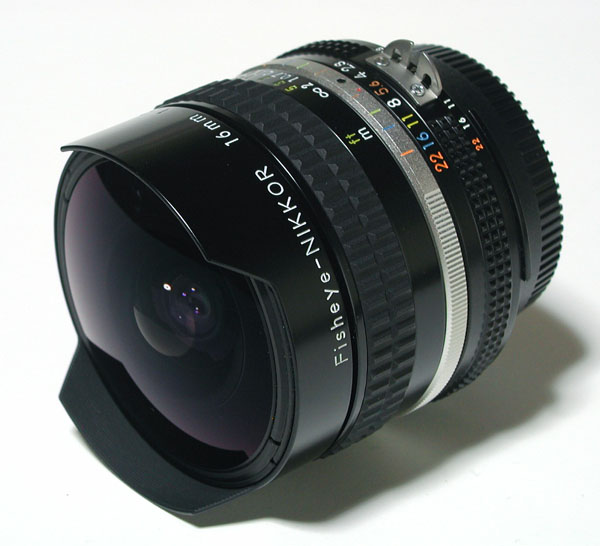
対角線魚眼レンズ

画面の水平垂直対角線両方よりもイメージサークル径が小さいレンズを全周魚眼レンズもしくは円周魚眼レンズと呼び、得られる画像は円形となる。
画面対角線以上のイメージサークル径を持つものを対角線魚眼レンズと呼び、得られる画像は矩形となる。小型軽量であり一般撮影にユニークな描写を生かす用途にも使われる。
イメージサークル径が異なるのみであり、トリミングすれば同じイメージを得られる。

## 画角
画角180度という製品が多く見られるが、魚眼レンズの画角は必ずしも180度に限らない。
180度を超える画角を持つ魚眼レンズとしては、日本光学工業（現ニコン）のフィッシュアイニッコール6mmF5.6、Aiフィッシュアイニッコール6mmF2.8S等画角220度のレンズがかつて販売されていた。
日本光学工業（現ニコン）のAiフィッシュアイニッコール16mmF3.5は画角170度であったし、安価なカメラや小型のカメラ用のレンズでも180度に満たないものが存在する。
ペンタックスのFフィッシュアイズーム17-28mmF3.5-4.5、DAフィッシュアイ10-17mmF3.5-4.5ED、トキナーのAT-X107DXフィッシュアイ10-17mmF3.5-4.5等ズーム機構を備える魚眼レンズも存在する。
射影方式の影響は広角になるほど大きく、望遠になるほど小さくなる。このため、例えば「中心射影方式でない射影方式を採用した望遠レンズ」には商品価値がなく、市販されている魚眼レンズは超広角レンズ以上の画角を持つものばかりである。